# Wiesław Królikowski
Wiesław Królikowski (ur. 25 listopada 1953 w Warszawie) – polski dziennikarz muzyczny.

## Życiorys
Debiutował w 1973 roku na łamach miesięcznika Jazz. Był kierownikiem działu kultury dwutygodnika studenckiego Nowy Medyk w latach 1976–78, następnie pracownikiem etatowym redakcji Jazz w latach 1977–82 (dziennikarzem, później sekretarzem redakcji). Pracował w redakcji Magazynu Muzycznego w latach 1983–91. W 1991 roku, wraz z Wiesławem Weissem założył miesięcznik Tylko Rock, w którym był zastępcą redaktora naczelnego do chwili zniknięcia pisma z rynku w 2002 roku. W 2003 roku założył pismo Teraz Rock wraz z Weissem, gdzie pracował do grudnia 2018 jako zastępca redaktora naczelnego. Publikował także na łamach innych czasopism, m.in. Kultura, itd., Ekran, Spojrzenia, Music News, Video Club, Życie, Wprost. W latach 1990–92 miał stałe audycje muzyczne w Radiu S, w latach 2015–17 współpracował z radiem Eska Rock, a w latach 2017–18 był regularnie obecny na antenie Antyradia.   

## Publikacje

### Książki
- Przewroty i zamachy stanu. Europa 1918-1939, jako jeden z autorów (Czytelnik, 1981)[8];
- Maanam (Młodzieżowa Agencja Wydawnicza, 1985)[1];
- Breakout absolutnie (Iskry, 1993)[9];
- Polski rock. Przewodnik płytowy, Część  1 A–K (Res Publica Press, 1997)[10];
- Polski rock. Przewodnik płytowy, Część 2 L–Ż (Res Publica Press,1998[11]);
- Tadeusz Nalepa. Breakout absolutnie (Wydawnictwo Iskry, 2008; i ponownie: Agora S.A., 2013)[12].